# Herman S. Doctor
Herman S. Doctor, auch Hermann S. Doctor; tschechisch Heřman S. Doctor (* 6. April 1820 in Horschitz, Königgrätzer Kreis; † 6. März 1897 in Náchod, Böhmen) war ein bedeutender Textilunternehmer der Österreichisch-ungarischen Monarchie. In Nachod begründete er um 1850 die Textilfabrik Doctor (Textilní továrna Doctor), die bald unter der Bezeichnung „K. k. Nachoder mechanische Weberei und Appretur Herman S. Doctor“ firmierte. Für seine Verdienste um das Gemeinwohl wurde er zum Ehrenbürger der Stadt Nachod ernannt.

## Leben
Hermann S. Doctor entstammte einer jüdischen Familie aus Horschitz. Mit seiner Frau Rosalie, geb. Fink (1831–1904) hatte er mehrere Söhne und Töchter. In Horschitz soll er zunächst eine kleine Hausweberei betrieben haben. Diese verlegte er um 1850 nach Nachod in die Jüdische Gasse (Židovská ulice), Haus-Nr. XIX, wo er zur Jüdischen Gemeinde gehörte. Dort gab er zunächst Baumwollgarn an Hausweber aus, die für ihn Stoffe webten. Schon ein Jahr später befand sich seine Firma im Eckhaus am Marktplatz náměstí Nr. 73 und 74. 1877 beantragte er beim zuständigen Bezirk Neustadt an der Mettau die Genehmigung, in seinem Haus eine Dampfmaschine zum Betrieb von Webstühlen aufstellen zu dürfen. Zugleich errichtete er dort eine Färberei sowie einen Lagerraum. 1880 begann er gegenüber vom Nachoder Bahnhof mit dem Bau eines großen Fabrikgebäudes, in dem 1881 300 Webstühle in Betrieb genommen wurden. 1896 waren in der Doctor’schen Textilfabrik 950 Arbeiter beschäftigt. Der Betrieb bestand aus einer Aufbereitungsanlage sowie je einer Schlichterei, Bleicherei, Färberei und Mangel. Zusätzlich erwarb er in den 1890er Jahren in der Komenského ulice die mechanische Weberei „Gärber & Sindermann“, in der buntfarbige Stoffe hergestellt wurden.
Nach seinem Tod 1897 erbten seine Söhne Eduard Doctor (1858–1926) und Moritz Doctor (1860–1929) die beiden Textilfabriken. Sie leiteten ihre Betriebe ebenfalls sehr erfolgreich und wurden 1911 bzw. 1912 von Kaiser Franz Joseph I. in den Adelsstand erhoben.